# Гарнига Терме
Гарнѝга Тѐрме (на италиански: Garniga Terme, на местен диалект: Garniga, Гарнига) е село и община в Северна Италия, автономна провинция Тренто, автономен регион Трентино-Южен Тирол. Разположено е на 910 m надморска височина. Населението на общината е 419 души (към 2019 г.).